# Relations entre l'Algérie et la France
Les relations entre l'Algérie et la France sont des relations internationales s'exerçant entre un État d'Afrique du Nord, la République algérienne démocratique et populaire, et un autre principalement européen, la République française. Elles sont structurées par deux ambassades, l'ambassade d'Algérie en France et l'ambassade de France en Algérie.

## Historique

### Moyen Âge et époque moderne

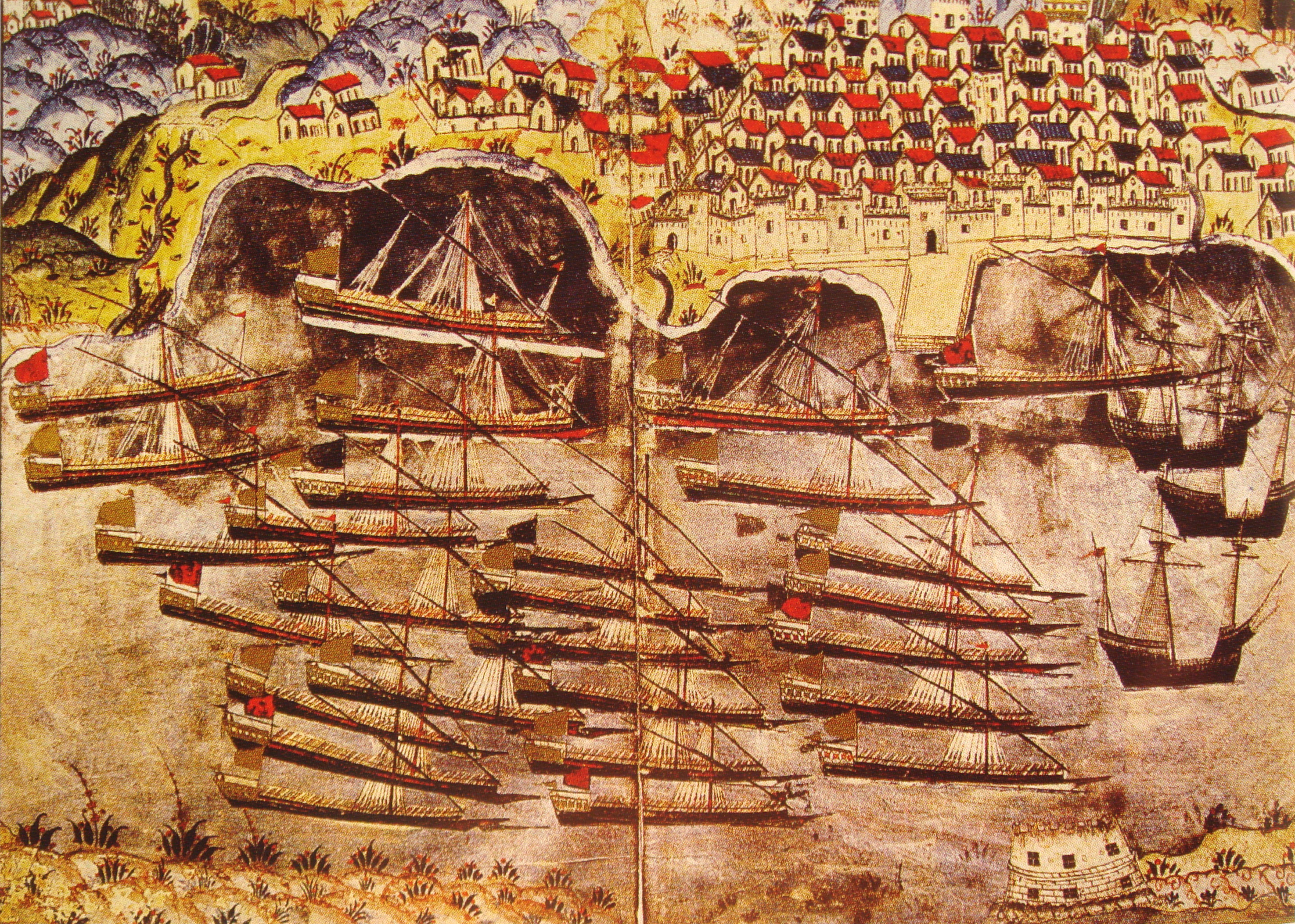
La flotte de Barberousse hiverne à Toulon en 1543.

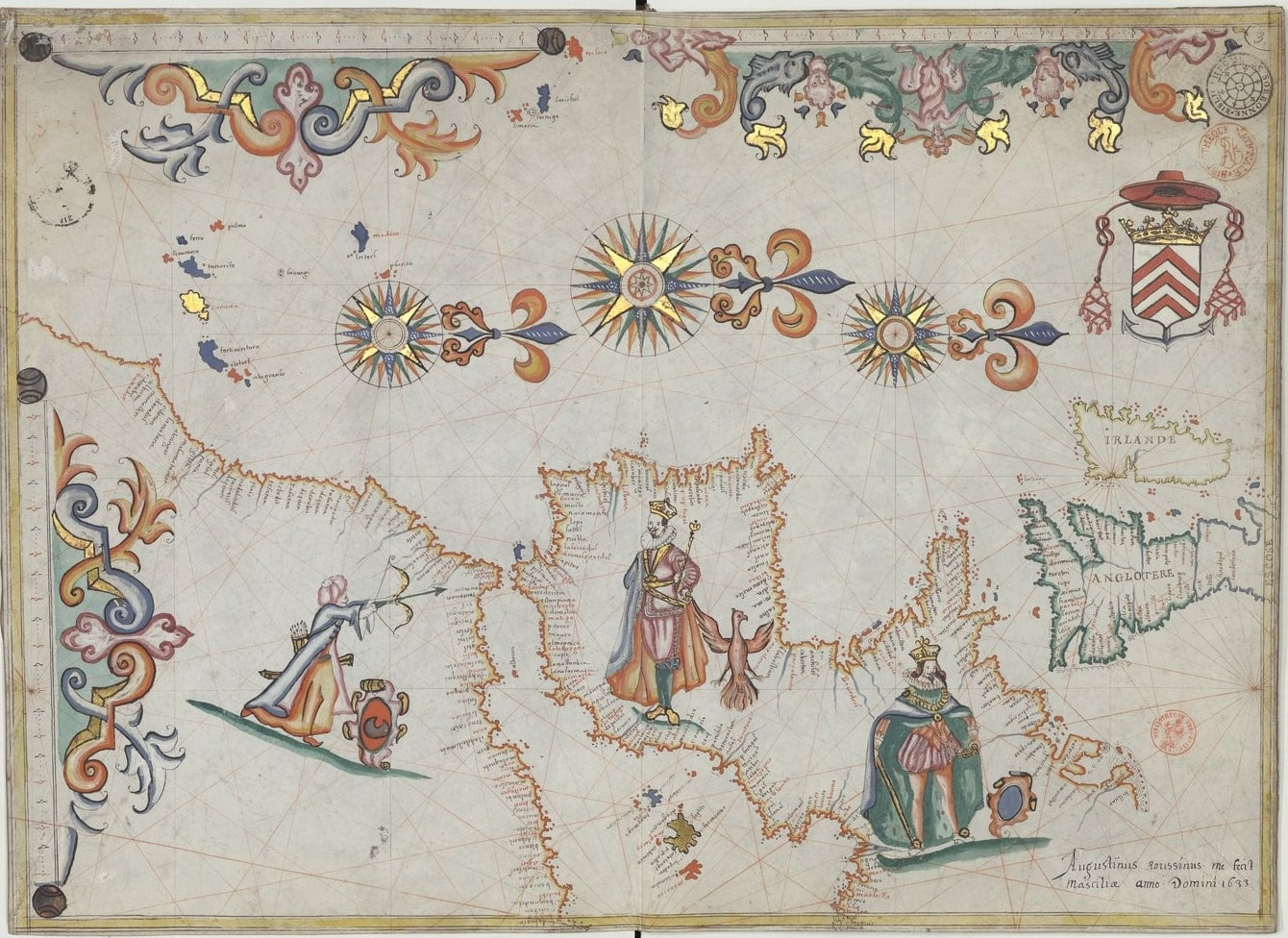
Carte de 1633 représentant les rapports de force en Méditerranée au XVIIe siècle : un archer maure (le « sultan d'Alger ») menace de son arc le roi d'Espagne Philippe IV tandis que Louis XIII, roi de France, les surveille. Manuscrit enluminé de la Bibliothèque nationale de France.

Le sultanat de Béjaïa (Bougie-Constantine, indépendant dès 1294) aurait été la première entité à conclure un traité de commerce et de navigation avec la commune de Marseille puis avec le royaume d'Aragon vers 1300.
La Côte des Barbaresques désigne, pour les Européens, vers 1500, les côtes (principalement) méditerranéennes de l'Afrique du Nord, sous domination ottomane ou non. Les Barbaresques désignent les pirates et corsaires musulmans maghrébins opérant depuis l'Afrique du Nord, basés principalement dans les ports d'Alger, de Tunis, de Tripoli, et de Salé, et se livrant entre autres à la traite des êtres humains, ou traite des esclaves de Barbarie : traite orientale, razzias en Europe, esclavage dans le monde musulman, esclavage en Tunisie.
Les premiers contacts diplomatiquement documentés de l'époque moderne ont lieu dès 1500, alors que l'Algérie (Maghreb central) est de fait un État intégré à l'Empire ottoman « (du fait) que la menace de l’impérialisme mercantiliste espagnol serait toujours suspendue sur un Maghreb émietté politiquement en tribus, en sultanats expirants ou mort-nés, en confédérations d’oligarchies marchandes se soupçonnant mutuellement » : Arudj Barberousse, Khayr ad-Din Barberousse. La France signe un premier traité ou Capitulation avec l’Empire ottoman en 1500, sous les règnes de Louis XII et du sultan Bajazet II,, dans lequel le sultan d'Égypte fait des concessions aux Français et aux Catalans.
En 1536, François Ier et Soliman le Magnifique concluent une alliance militaire, Alliance franco-ottomane, et en conséquence, la France entre en contact avec les Barbaresques, tributaires de la Sublime Porte. Les trois siècles de coexistence relèvent des relations commerciales, parfois adossées à des interventions militaires. En témoigne le succès financier de la Compagnie royale d'Afrique (1560-1793) et de quelques autres compagnies commerciales françaises.
Le troisième État impliqué est alors l'Espagne (Afrique espagnole, Présides espagnols sur les côtes marocaines en Méditerranée) : relations entre l'Algérie et l'Espagne, conflits algéro-hispaniques. La monarchie espagnole exerce le contrôle sur Oran (1509-1708, puis 1732-1792) et le port voisin de Mers el-Kébir pendant une grande partie de la première période moderne.
La Régence d'Alger (1516-1830) est aussi l'époque des Échelles de Barbarie (comptoirs commerciaux européens en terre d'islam (en Afrique du Nord)), dont le Bastion de France, La Calle, Bône, Alger, Oran sont parmi les principales en Algérie.

### XIXesiècle

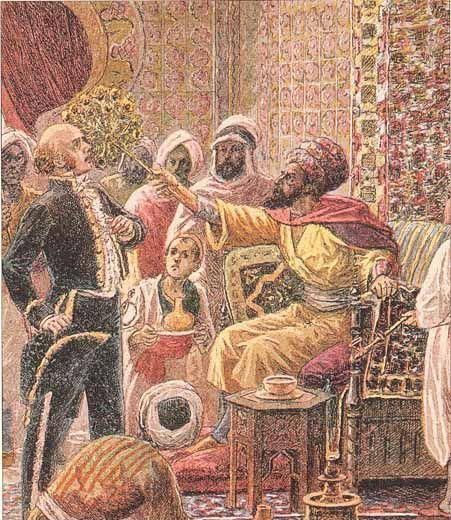
Le coup d'éventail, 1827.

L'entreprise coloniale française en Algérie débute en 1827, lorsque, pour des désaccords commerciaux, le Dey d'Alger, Hussein Dey, frappe le consul français envoyé à sa rencontre : l'affaire de "l'éventail". En 1830, la France prend la décision d'envahir le pays. L'État d'Abdelkader (1832-1847), premier État algérien moderne, avec l'aide de conseillers anglais, prussiens et polonais, est une réponse à la décadence du régime des deys et du Diwan d'Alger.
La longue conquête de l'Algérie par la France (1830-1902) s'accompagne d'une colonie de peuplement afin d'établir une Algérie française (1830-1962), motivant plusieurs révoltes anti-coloniales.

### XXesiècle
En 1954, après les chocs des deux guerres mondiales, dans un contexte de ferveur nationaliste, et contre les positions de Messali Hadj, le Front de libération nationale, organisation paramilitaire, commence à cibler les Pieds-noirs. Ainsi débute la guerre d'Algérie, connue en Algérie sous le nom de Révolution algérienne.
Les évènements d'Algérie entraînent la chute de la Quatrième république, en 1958, à la suite de quoi est proclamée la constitution de la Cinquième république en France.
En 1962, le président de la République Charles de Gaulle conclut avec le Front de libération nationale (FLN) les accords d'Évian, et l'indépendance de l'Algérie est acquise par référendum.

## Depuis l'indépendance algérienne
Les tensions entre les deux pays existent depuis des décennies, et sont liées au passé colonial et à la guerre d’indépendance algérienne (1954-1962). En France comme en Algérie, cette histoire partagée est un sujet sensible pour une frange importante de la population. Ces tensions sont accentuées par le fait que l'exaltation de la lutte anti-française comme seule et unique « révolution » a été longtemps la principale justification de la position du Front de libération nationale (FLN) en tant que parti unique durant des décennies et de la mainmise de l’Armée nationale populaire sur les organismes dirigeants de la Révolution et ensuite de l’État. Elle est une constante du discours officiel algérien, régulièrement utilisé pour disqualifier toute forme de contestation radicale. Très longtemps, le pouvoir en Algérie s’est légitimé par le recours à la séquence de la guerre d’indépendance contre la France et non par les urnes.
D'après Jean-François Daguzan, il existe une « farouche volonté française, qui dure depuis 1962, de ne jamais renoncer à cette coopération si spéciale en dépit des avanies, voire des humiliations que la partie algérienne sait lui faire subir à date régulière et que les contrats économiques n’expliquent pas seulement. En effet, l’existence d’une très forte communauté algérienne ou d’origine algérienne en France est le pivot de cette relation spéciale ». Le général De Gaulle faisait preuve d'une réelle patience à l'égard du nouvel État, considérant que l'Algérie constituait la porte ouverte par laquelle devait passer la politique française vers le tiers monde.
Le 27 décembre 1968, la France et l'Algérie signent un accord visant à répondre aux besoins de main-d'œuvre nécessaires à l'accélération de la croissance économique française. Cet accord définit les conditions de circulation, de séjour et de travail des Algériens en France. Cet accord prévoit notamment des dispositions plus favorables aux ressortissants algériens pour s’établir sur le sol français que les dispositions de droit commun. La principale différence créée par cet accord est que les Algériens établis en France ne se voient pas délivrer un titre de séjour, contrairement aux autres ressortissants étrangers, mais un « certificat de résidence », qui peut être d’un an ou de dix ans. Celui-ci leur permet d’aller et venir librement entre la France et l’Algérie durant sa validité.
Les ressortissants algériens bénéficient également de la liberté d’établissement pour exercer une activité de commerçant ou une profession indépendante. Cet accord est désavantageux pour les étudiants algériens en ce qui concerne les facilités de séjour en France,et il a été révisé en 1985, 1994 et 2001, mais les principes qui le fondent ont toujours été maintenus,.
En octobre 1986, les autorités françaises décident d'imposer un visa aux ressortissants algériens souhaitant effectuer un séjour en France. Les autorités algériennes appliquent la réciprocité et imposent le visa aux ressortissants français souhaitant effectuer un séjour en Algérie. 
La France comme l'Algérie se rencontrent depuis 1990 dans le cadre du Dialogue 5+5 et sont membres depuis 2008 de l'Union pour la Méditerranée. L'Algérie n'est pas membre de l'Organisation internationale de la francophonie et bien que le français y soit couramment parlé, seuls l'arabe classique et, depuis 2016, tamazight y sont reconnus comme langues officielles.
En Algérie, la fin du « parti-unique » en 1989 pour le FLN ne met pas fin à la rhétorique politique anti-française, le principal parti d'opposition, le Front islamique du salut (FIS), s'appropriant le discours nationaliste, durcissant la thématique contre le « parti de la France » et se posant comme le gardien de la « pureté nationale » algérienne. De perpétuelles accusations d'« ingérence » et de « complot » sont prononcés à l'égard d'intellectuels ou d'hommes politiques français. Peu à peu, dans la perception algérienne, la question de repentance s’impose progressivement comme une revendication mémorielle majeure devant être satisfaite avant la signature de tout « traité d’amitié » avec la France.
Durant la guerre civile algérienne, le Groupe islamique armé (GIA) s'en prend régulièrement aux ressortissants français. La décennie est notamment marquée par l'assassinat en août 1994 de trois gendarmes et de deux agents consulaires à Alger, par la prise d'otages du vol Air France 8969 en décembre de la même année, par l'assassinat des moines de Tibhirine et par l’inscription de l’Algérie sur une « liste noire » des pays à haut risque terroriste.
À la suite de l'attentat d'Aïn Allah, la France ferme ses consulats en Algérie, à la fin août 1994. Depuis le 6 octobre, les demandes de visa depuis l'Algérie sont traitées par le Bureau des visas Algérie (BVA) à Nantes en France.
À la suite de la prise d'otages du vol Air France 8969 de décembre 1994, Air France arrête ses vols vers l'Algérie, les vols reprennent le 28 juin 2003.

### Années 2000-2010

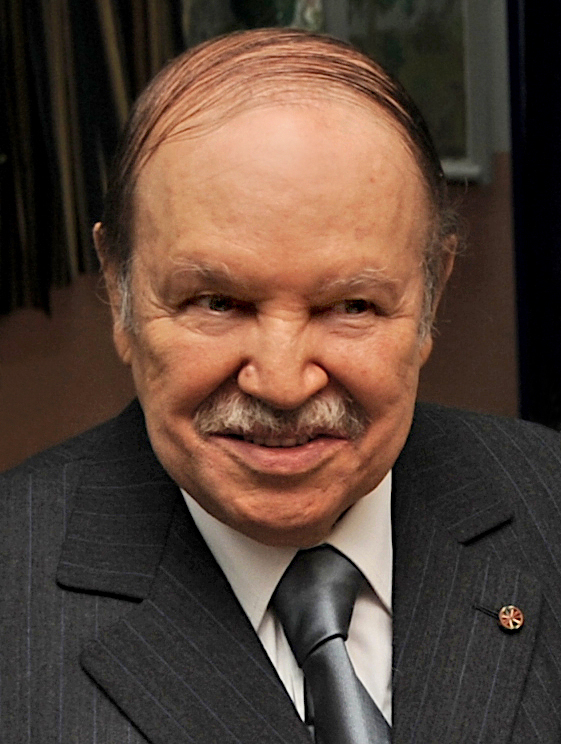
Abdelaziz Bouteflika, président de l’Algérie de 1999 à 2019.

Le couple Abdelaziz Bouteflika-Jacques Chirac fonctionne de façon harmonieuse en dépit d'un mauvais départ dû aux conditions de l'élection du président algérien. Entre les deux chefs d’État, existait une solide entente qui contribue à dissiper certains malentendus empoisonnant de façon cyclique la coopération entre les deux pays. Avec sa politique de « casser les tabous », Bouteflika s’est très vite engagé dans une politique de normalisation avec la France. De son côté, Chirac, qui cohabitait avec Lionel Jospin, était convaincu de la nécessité de relancer la coopération avec l’Algérie.
Leurs visites respectives à Paris en juin 2000 et à Alger en mars 2003 s’efforcent de mettre en place un processus de refondation des relations bilatérales qui est marqué notamment par la réouverture du consulat et du centre culturel français d’Alger en 2000, la signature de la Déclaration d’Alger par les deux chefs d’État en 2003 et l’organisation de l’Année de l’Algérie en France.
La reconnaissance par la France de la guerre d’indépendance algérienne et l’ouverture des archives militaires françaises permettent de franchir un seuil, ce dont l’Algérie prend acte. Néanmoins, l’espoir d’une refondation des rapports entre les deux pays est très vite altéré par les aveux d’anciens officiers français admettant avoir participé à la torture en Algérie. En même temps, la fermeté de la position algérienne constituait une aubaine pour les adversaires de la normalisation des relations algéro-françaises. La loi du 23 février 2005 qui reconnaît le rôle positif de la colonisation, notamment en Afrique du Nord, met fin à cette lune de miel entre l’Algérie et la France au moment même où les diplomates s'employaient à un rapprochement. La loi est publiquement dénoncée le 29 juin 2005 par le président algérien, qui la qualifie de « cécité mentale confinant au négationnisme et au révisionnisme ». Une de ses conséquences est le report sine die de la signature du traité d'amitié qui avait été négocié entre les deux pays (qui n'a toujours pas été signé) et ensuite le dépôt par un groupe de députés algériens du parti El Islah d'une proposition de loi incriminant la colonisation.
Rejetant toute idée de repentance, Nicolas Sarkozy se démarque de la position de Jacques Chirac, en souhaitant mettre l’accent sur les projets concrets de coopération bilatérale. De son côté Abdelaziz Bouteflika persiste dans son exigence de demander un mea culpa à la France. En raison de ces divergences, la période 2005-2010 se solde par la résurgence des dossiers qui fâchent et l’éclatement de crises cycliques entre les deux pays, lesquelles atteignent leur point culminant en 2010 avec une proposition de loi criminalisant le colonialisme français et la vive polémique qu’elle suscite. Le ministre des Affaires étrangères, Bernard Kouchner, déclare alors que les relations algéro-françaises ne pourront être normales tant que la génération de l’indépendance sera encore au pouvoir en Algérie ce qui provoque un nouveau tollé au sein d'une partie de la classe politique algérienne et de certains médias.
Au cours de l'été 2009, le rebondissement de l'affaire des sept moines trappistes assassinés en 1996, qui voit François Buchwalter, un général en retraite qui était attaché militaire à l’ambassade de France à Alger au moment des faits, soutenir que c'est l'armée algérienne qui aurait commis « une bavure » ayant coûté la vie aux sept moines, trouble à nouveau le climat politique entre la France et l'Algérie. Enfin, l'inscription par la France début 2010 de l'Algérie sur la liste des pays à risques pour la sécurité intérieure est perçue par les autorités algériennes comme une offense.

### Comité intergouvernemental de haut niveau
| #  | Titre                                     | Année |
| -- | ----------------------------------------- | ----- |
| 3ᵉ | Comité intergouvernemental de haut niveau | 2017  |
| 5ᵉ | Comité intergouvernemental de haut niveau | 2022  |

### Sous la présidence de François Hollande
En 2012, le président de la République algérienne démocratique et populaire, Abdelaziz Bouteflika, et le président de la République française, François Hollande, signent la déclaration d'Alger sur l'amitié et la coopération entre la France et l'Algérie. À cette occasion, deux comités sont mis en place : le comité intergouvernemental de haut niveau et le comité économique franco-algérien. Les ministres chargés des Affaires étrangères et de l’Économie de chaque pays se rencontrent régulièrement.
Les relations franco-algériennes sont généralement jugées meilleures sous la présidence de François Hollande que sous celle de Nicolas Sarkozy. En juin 2015, Le Figaro observe : « Basée sur le pragmatisme, la relation tissée entre Paris et son ancienne colonie dans le domaine de la défense a atteint des niveaux d'intimité jamais vus depuis l'indépendance ». La France et l'Algérie font en effet front commun contre un ennemi commun, le terrorisme islamiste.
L'Algérie et la France s'intéressent vivement à la guerre du Mali. Des consultations algéro-françaises sur le Mali et le Sahel ont eu lieu à Alger en 2017. Afin de combattre le terrorisme au Sahel et de tarir ses sources de financement, la France et l'Algérie échangent leurs analyses, partagent leur expertise et coordonnent leurs opérations dans le cadre offert par une commission mixte.[réf. nécessaire]

### Sous les présidences d'Emmanuel Macron et d'Abdelmadjid Tebboune
Avec l'arrivée au pouvoir d'Emmanuel Macron en 2017 et d'Abdelmadjid Tebboune en 2019 les relations entre les pays oscillent entre crises diplomatiques et rapprochements.
Pendant la campagne électorale française de 2017, le futur président Emmanuel Macron qualifie la colonisation française en Algérie de « crime contre l'humanité » positionnement critiqué par la droite et l'extrême droite françaises. De plus, il effectue dès décembre 2017 une visite à Alger où il rencontre Abdelaziz Bouteflika.
Les ressentiments algériens à l'égard de la France s'exprime pendant la campagne électorale algérienne de 2019 où Abdelmadjid Tebboune est élu. Ainsi quand la France reconnait ses crimes de la colonisation, cela s'effectue au « goutte à goutte » et en limitant cette reconnaissance à un certain niveau hiérarchique. De même la décontamination des sites des essais nucléaires français dans le Sahara algérien fait partie des demandes récurrentes des autorités algériennes,.

#### Premières crises diplomatiques

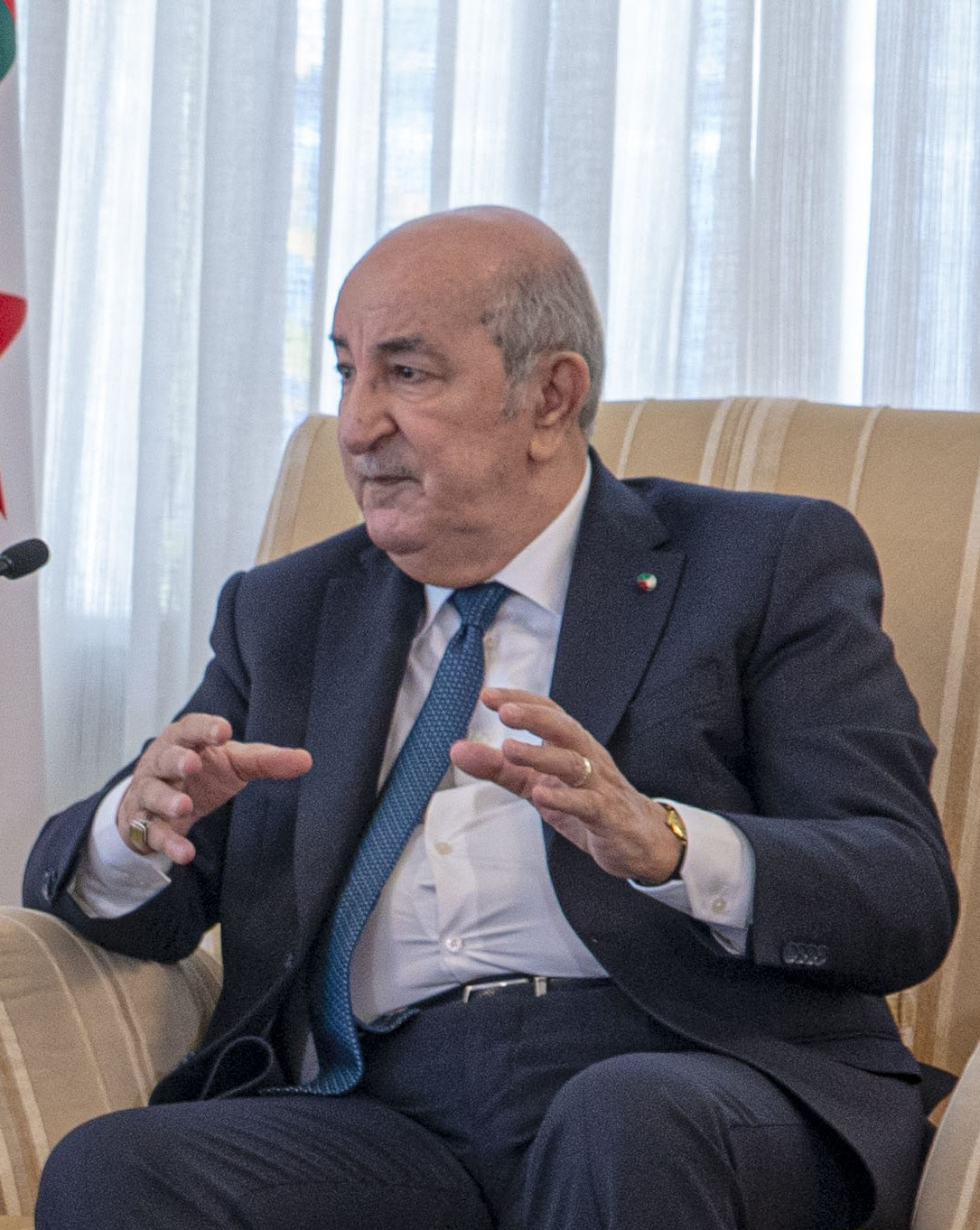
Abdelmadjid Tebboune en 2022.

En 2021, la visite du Premier ministre Jean Castex en Algérie est annulée, officiellement pour raison sanitaire, mais plusieurs événements précédant la visite pourraient avoir joué un rôle. Le format réduit de la délégation française est insuffisant pour Alger, le ministre algérien El Hachemi Djaâboub, critique la politique de la France qu'il qualifie d'« ennemi traditionnel et éternel » ; le même jour, La République en Marche, parti d'Emmanuel Macron, annonce ouvrir une antenne à Dakhla, dans le Sahara occidental.
En septembre, Emmanuel Macron décide de diviser par deux le nombre de visas délivrés pour l'Algérie et le Maroc considérant les chiffres extrêmement bas des expulsions des ressortissants algériens et marocains qui refuseraient de délivrer des laissez-passer consulaires, un document indispensable pour qu'une expulsion soit réalisée. Alger convoque l'ambassadeur français en Algérie pour protester de cette décision. Au sujet des chiffres avancés par la France, Abdelmadjid Tebboune affirme que « Moussa Darmanin a bâti un gros mensonge »,.
Toujours en septembre 2021, Emmanuel Macron dénonce notamment une « histoire officielle totalement réécrite qui ne s’appuie pas sur des vérités » mais sur « un discours qui, il faut bien le dire, repose sur une haine de la France ». Il estime que « la nation algérienne post-1962 s’est construite sur une rente mémorielle ». Il décrit le système algérien comme « fatigué ». En rétorsion Alger rappelle son ambassadeur en poste à Paris le 2 octobre 2021 et indique « son rejet catégorique de l'ingérence inadmissible dans ses affaires intérieures que constituent lesdits propos »,. De plus l'Algérie interdit le survol de son territoire par des avions militaires français.
Après 3 mois de crise, l'ambassadeur algérien revient à Paris en janvier 2022.

#### Affaire Amira Bouraoui (2023)
Le chef d'état-major algérien, Saïd Chengriha, se rend en visite en France en janvier 2023, la première visite de ce genre depuis 2006.
Mais l'affaire de la franco-algérienne Amira Bouraoui, une figure de l'Hirak réfugiée en France, ravive les reproches d'Alger quant à la présence sur le territoire français de personnalités politiques recherchées en Algérie. C'est aussi le cas pour des algériens coupables de détournement de fonds privés ou publics qui trouvent asile en France ,. En rétorsion, l’Algérie décide de ne plus délivrer aucun laissez-passer consulaire à la France, documents qui sont indispensables à l’expulsion de « clandestins indésirables ». Néanmoins en mars, le président algérien, Abdelmadjid Tebboune déclare que l'ambassadeur algérien en France rappelé depuis un mois et demi à la suite de l'affaire Amira Bouraoui, serait « possiblement de retour » à Paris.
En novembre 2023, la commission d'historiens français et algériens impulsée par le président français Emmanuel Macron, propose une restitution à l'Algérie de « biens symboliques » de l'émir Abdelkader et l'établissement d'une chronologie des épisodes marquants de la période coloniale.

#### Nouvelle crise de 2024 à 2025
En juillet 2024, à la suite de la reconnaissance par la France de la « marocanité » du Sahara occidental, une nouvelle crise diplomatique éclate. Le 25 juillet, Alger exprime sa « profonde désapprobation » de la décision « inattendue, inopportune et contre-productive » de la France d'apporter son « soutien sans équivoque et sans nuance au plan d'autonomie sur le Sahara Occidental dans le cadre de la souveraineté marocaine », affirmant que le gouvernement algérien « tirera toutes les conséquences qui découlent de cette décision française » et dont le gouvernement français « assume seul la pleine et entière responsabilité ».
Il s'ensuit une multitude d'incidents qui dégradent les relations entre les deux pays : en octobre Abdelmadjid Tebboune interpelle les autorités française sur les conséquences des essais  nucléaires, d'armes chimiques et biologique en Algérie : « Venez nettoyer Oued Namous » ; arrestation en novembre de l’écrivain franco-algérien Boualem Sansal ; découverte d’influenceurs algériens en France appelant à la violence contre les opposants aux autorités algériennes ; attaque du 22 février 2025 à Mulhouse par un Algérien concerné par une OQTF ce qui ravive les critiques envers l'Algérie qui refuse de reprendre ses ressortissants ; l'insistance de la révocation de l'accord franco-algérien de 1968 sur l'immigration, désormais réclamées par la droite et l'extrême droite françaises y compris par des personnalités du gouvernement français,. En janvier 2025, l’Algérie convoque l’ambassadeur de France pour protester contre le « traitement dégradant » infligé à ses ressortissants à Paris. Des passagers algériens auraient été victimes de discriminations de la part de la Police aux Frontières dans les aéroports parisiens. Par ailleurs depuis l'automne 2024, l'empreinte commerciale des entreprises françaises en Algérie se réduit ; ne subsiste plus que le gaz algérien importé par la France, ce qui représente 5 à 6 milliards d'euros par an,. 
Lors d'un échange téléphonique à l'occasion de l’Aïd el-Fitr, les présidents Abdelmadjid Tebboune et Emmanuel Macron décident de relancer la relation entre les deux pays dans un « esprit d’amitié », mais aussi dans un « souci d’efficacité et de résultat ». À la suite de cet échange, le ministre français des Affaires étrangères Jean-Noël Barrot se déplace le 6 avril à Alger, où il est décidé de réactiver la coopération dans tous les domaines. Sur le plan mémoriel, le président Tebboune invite Benjamin Stora à Alger.
En avril de la même année, la mise en examen en France de trois hommes dont un agent consulaire algérien poursuivis pour arrestation, enlèvement, séquestration ou détention arbitraire de l’influenceur et opposant Amir DZ qui bénéficie de l'asile politique en France vient à nouveau compliquer la relation entre les deux pays,. Peu après, les autorités algériennes demandent à douze agents français de quitter le territoire algérien sous 48 heures, une mesure inédite depuis 1962.
Le 15 avril 2025, Emmanuel Macron décide de rappeler l'ambassadeur de France en Algérie, Stéphane Romatet, et de procéder à l'expulsion de 12 agents servant dans le réseau diplomatique algérien en France,. Le journaliste français Christophe Gleizes, condamné en Algérie en juin 2025 pour apologie du terrorisme, devient un « nouveau symbole » de la dégradation des relations entre les deux pays. Le 25 juillet, un juge français émet un mandat d’arrêt international à l'encontre de Salaheddine Selloum (ou Salah Eddine Selloum), ancien premier secrétaire de l’ambassade d’Algérie à Paris entre 2021 et 2024, qui serait impliqué dans l'enlèvement d'Amir DZ,.
En août, Emmanuel Macron, mettant notamment en avant l'incarcération pérenne de Boualem Sansal et de Christophe Gleizes, demande au gouvernement français de nouvelles mesures : suspension « formelle » de l’accord de 2013 avec Alger relatif aux « exemptions de visa sur les passeports officiels et diplomatiques », l'application d'un dispositif de la loi immigration de 2024 qui permet de « refuser les visas de court séjour aux détenteurs de passeports officiels et diplomatiques, tout comme les visas de long séjour à tous types de demandeurs ». Par ailleurs il demande que le ministre de l'intérieur agisse face à la délinquance d'algériens en situation irrégulière. De plus, seule une « reprise de la coopération migratoire » permettra d'autoriser les trois consuls algériens déjà présents en France à exercer leur fonction et d'« admettre cinq autres consuls en attente d’autorisation ». Une fois les relations normalisées, le chef de l'État français souhaite traiter « la dette hospitalière , les menées de certains services de l’Etat algérien sur le territoire national, mais aussi les questions mémorielles en suspens ».
L'Algérie, via un communiqué du ministère des Affaires étrangères, pointe la responsabilité de la France dans la montée des tensions bilatérales, estimant que le président Emmanuel Macron « exonère la France de l'intégralité de ses responsabilités et fait porter tous les torts à la partie algérienne », ce qui est qualifié de « contraire à la vérité et à la réalité ». Paris est accusé de violer ses obligations internationales, ainsi que le droit à la protection consulaire et le droit à un recours juridictionnel. 
Le ministère reproche également à la France d’avoir géré la crise « en termes de rapports de force », recourant à « injonctions, ultimatums et sommations », et affirme que « l’Algérie ne cède pas à la pression, à la menace et au chantage quels qu’ils soient ».
À la suite de l’annonce française de suspendre l’accord franco-algérien de 2013, le ministère déclare que cette décision offre à l’Algérie l’occasion d’en prononcer la « dénonciation pure et simple ». Il rappelle que cet accord a été signé à l’initiative de Paris et annonce que les visas délivrés aux diplomates français seront désormais soumis aux mêmes conditions que ceux délivrés aux diplomates algériens. 
De plus, à la suite de la convocation du chargé d’affaires de l’ambassade de France à Alger, il est annoncé le retrait immédiat des biens mis à disposition de l’ambassade, ainsi que la convocation rapide de diplomates français pour renégocier les loyers des locaux français en Algérie, jugés extrêmement bas, une faveur dont l’Algérie ne bénéficie pas en France. 
Le communiqué dénonce également l’activation par la France du dispositif de visa-réadmission, considérée comme une violation de l’accord algéro-français de 1968 et de la Convention européenne des droits de l’homme de 1950. Le gouvernement algérien affirme que la protection consulaire de ses ressortissants en France sera « sans faille » et qu’il les aidera à faire respecter leurs droits et à se défendre contre « l’abus et l’arbitraire ». 
Concernant l’absence d’accréditation pour certains consuls français en Algérie, le ministère rappelle que la France a, depuis plus de deux ans, refusé d’accréditer plusieurs diplomates algériens, dont trois consuls généraux et cinq consuls. Alger explique qu’elle applique le principe de réciprocité et précise que ces mesures seront levées dès que la France supprimera les siennes. Enfin, le ministère annonce que l’Algérie entend saisir, par la voie diplomatique, la partie française au sujet d’autres contentieux devant faire l’objet d’une recherche de règlement similaire.
Le 7 août 2025, l'Algérie annonce mettre fin à la mise à disposition à titre gracieux de biens immobiliers appartenant à l’Etat algérien au profit de l’ambassade de France en Algérie. Et la dénonciation de l’accord bilatéral de 2013, relative à l’exemption réciproque des visas, pour les détenteurs de passeports diplomatiques.

## Données économiques
La chambre de commerce et d'industrie algéro-française organise les relations commerciales, industrielles et technologiques entre les deux pays. 
La France est l'un des plus importants partenaires économiques de l'Algérie. En 2014, la France est le deuxième fournisseur de l'Algérie, après la Chine et absorbe plus de 22 % des exportations françaises en Afrique. Les principaux produits importés en Algérie sont les produits pharmaceutiques, les céréales, les voitures et les carburants,. CMA CGM est en tête sur le marché maritime algérien. En dépit d’une hausse régulière du montant annuel d’exportation, la part de marché française a été divisée par plus de deux entre 2000 (alors à 24 %) et 2020. L’Algérie reste, en 2020, le 1er marché des entreprises françaises en Afrique et le 20e au niveau mondial. À partir de 2022, l'Italie devance la France en tant que principal partenaire européen.
En 2024, les échanges commerciaux s'élèvent à 11 milliards d'euros, en recul de 4 % par rapport à l'année précédente, mais en hausse de 21 % par rapport à 2019. L'Algérie est le deuxième partenaire commercial de la France en Afrique. La France est le deuxième fournisseur de l'Algérie, mais sa part de marché est passée sous la barre des 10 % entre 2018 et 2023, atteignant 7,4 %.
Les importations françaises de biens algériens s'élèvent à 4,195 milliards d'euros en 2019 et sont composées à 95 % d’hydrocarbures (pétrole brut, gaz naturel et carburants). Elles évoluent largement en fonction du cours du baril de pétrole. En 2019, la France est devenue le 1er client de l’Algérie (3e en 2018), conséquence d’une hausse de ses achats de pétrole brut et de carburants (en volume).
En 2020, l'ambassade de France estime à près de 450 le nombre d’entreprises et d’entrepreneurs français implantés en Algérie, employant environ 40 000 salariés et générant plus de 100 000 emplois indirects. La France serait également le 1er investisseur hors hydrocarbures, les entreprises françaises étant présentes dans les secteurs des transports, de l'automobile, de l'agroalimentaire, de la banque/assurance, de la pharmacie et des hydrocarbures. En 2016, le stock d’IDE (Investissement direct étranger) français en Algérie était évalué à 2,15 milliards d'euros. Toutefois, en 2024, la Turquie serait le premier investisseur étranger en Algérie hors hydrocarbure. Selon le gouvernement algérien, le stock des investissements français s’élève à 2,5 milliards USD, positionnant la France derrière les principaux investisseurs étrangers en Algérie, tels que les États-Unis, la Turquie, l’Italie, le Qatar, Oman et l’Égypte.
Enfin, 440 000 retraités touchent une pension française en Algérie en 2016.
Le secteur agricole est historiquement un pilier essentiel des échanges commerciaux entre les deux pays. La France était de loin le principal fournisseur de blé de l'Algérie, avec des exportations approchant le milliard d'euros. Selon une information rapportée par l'agence Reuters, l'Office algérien interprofessionnel des céréales (OAIC) a exclu les entreprises françaises d’un appel d’offres du 6 octobre 2024 pour l’importation de 50 000 tonnes de blé. Les entreprises non françaises qui ont pris part à l’appel d’offres ont été invitées à ne pas proposer de blé français comme option d’approvisionnement. Une sanction économique qui serait liée, selon la même source, à la position française sur le dossier du Sahara occidental,. Le ministère algérien de l’Agriculture a démenti toute exclusion volontaire d’un de ses « partenaires européens habituels », précisant dans un communiqué consulté par l'AFP qu’il s’agissait d’une « consultation restreinte » basée sur des critères techniques spécifiques.
D’après Edward de Saint-Denis, de la maison de courtage Plantureux & Associés, le changement d’approvisionnement de l’Algérie n’a pas de motivation politique, bien que la crise actuelle complique la situation. Il explique que la France n’ayant pas pu répondre à la demande algérienne à un moment donné, cette dernière s’est tournée vers la mer Noire, où les meuniers ont découvert et apprécié la qualité du blé russe. En 2024, les exportations de céréales françaises vers l'Algérie ont augmenté de 105,6 % par rapport à 2023. Cependant, les exportations françaises de blé ont chuté à 1,5 million de tonnes, contre 5 millions de tonnes en 2019. Dès 2020, l'Algérie avait déjà commencé à diversifier ses sources d’approvisionnement pour des raisons de « sécurité alimentaire ».
En juillet 2025, l'UE annonce son soutien aux entreprises françaises qui seraient lésées à la suite de la crise dans les relations entre l'Algérie et la France. En effet, l'UE considère que l'Algérie a mis en place des dispositifs supplémentaires, en direction des entreprises et des exportateurs français, pour limiter le commerce. En même temps, dans le cadre de l'accord d'association entre l'Algérie et l'Union européenne, l'UE engage une procédure d’arbitrage contre les « restrictions commerciales et d’investissement de l’Algérie » .

## Éducation et culture
En 2015, 22 000 étudiants algériens étudient en France, ce qui représente 90 % des étudiants algériens poursuivant leurs études à l'étranger.
Les étudiants algériens, qui ne constituent que 2 % des étudiants inscrits en Algérie, représentent 37 % des étudiants étrangers en France, se classaient en 2023 au deuxième rang des étudiants étrangers inscrits en France, derrière les Marocains et devant les Chinois.

## Domaine judiciaire
Une convention d'extradition entre l'Algérie et la France est promulguée en mars 2021 (pour la France) et en mai 2021 (pour l'Algérie). Selon cette convention, les parties « s’engagent à se livrer réciproquement, selon les règles et sous les conditions établies par (cette) convention, les personnes poursuivies ou condamnées par leurs autorités judiciaires compétentes ». Elle stipule que « l’extradition est refusée si l’infraction pour laquelle elle a été demandée est considérée par la partie requise comme une infraction politique ou connexe à une infraction politique. ». Elle contient également une garantie  de non-application de la peine de mort en Algérie, pays où elle n'est pas abolie.

## Données démographiques
Avec le temps, le nombre d'algériens qui ont vécu la colonisation diminue d'année en année. En 2022, la population en Algérie  était de 45 477 389 habitants. Parmi eux, 4 290 010 personnes qui avaient 60 ans et plus ne représentaient plus que 10 % environ de la population : 2 108 866 étaient des hommes et 2 181 144 des femmes. Le tableau ci-dessous présente, par classe d'âges, la pyramide des âges des personnes de 60 ans et plus qui sont nées aux alentours et avant l'indépendance :
| Âges     | Homme     | en % | Femme     | en % |
| -------- | --------- | ---- | --------- | ---- |
| 60 - 64  | 753 720   | 1,7  | 722 597   | 1,6  |
| 65 - 69  | 576 430   | 1,3  | 570 409   | 1,3  |
| 70 - 74  | 388 999   | 0,9  | 397 215   | 0,9  |
| 75 - 79  | 200 389   | 0,4  | 239 033   | 0,5  |
| 80 - 84  | 123 014   | 0,3  | 153 133   | 0,3  |
| 85 - 89  | 51 514    | 0,1  | 73 789    | 0,2  |
| 90 - 94  | 13 110    | 0,02 | 21 540    | 0,04 |
| 95 - 99  | 1 589     | 0    | 3 167     | 0    |
| 100 et + | 101       | 0    | 261       | 0    |
| Totaux   | 2 108 866 | 4,7  | 2 181 144 | 4,86 |

Le registre consulaire à Alger recense environ 42 000 citoyens français. Toutefois, de nombreux binationaux vivant en Algérie ne sont pas inscrits auprès des consulats de France en Algérie. Cette population comprend des descendants de migrants ayant rejoint la France dans les années 1960 et 1970.
Les deux pays entretiennent des liens démographiques et sociaux étroits. On estime qu’environ 10 à 12 % de la population française actuelle possède un lien direct avec l'Algérie. Cela inclut les descendants de l'immigration algérienne initiée dès l'après-Première Guerre mondiale, ainsi que ceux issus des vagues de départs consécutives à l'indépendance de 1962 : anciens fonctionnaires civils ou militaires, dont les harkis, populations européennes (pieds-noirs et juives), mais aussi les appelés du contingent et coopérants français ayant travaillé en Algérie entre 1962 et 1980.

### Diaspora algérienne en France
La France est le pays qui accueille la plus importante diaspora algérienne, loin devant l'Espagne, qui occupe la deuxième position. Cette situation d’exception s'explique par plusieurs facteurs : la proximité géographique, un différentiel de développement socio-économique marqué, ainsi que l’existence de réseaux sociomigratoires transfrontaliers solidement établis.
Les immigrés algériens vivant en France étaient au nombre de 871 000 en 2020. En incluant leurs enfants nés en France avec au moins un parent immigré algérien, le total avoisine les deux millions. Selon un rapport de la Direction générale des Étrangers en France, 646 462 titres de séjour ont été accordés à des ressortissants algériens en 2023.
Entre 1990 et 2013, 840 000 Algériens ont quitté le pays portant le nombre d'Algériens expatriés à 1 770 000 en 2013. 82 % des émigrés algériens se trouvent en France. Cette émigration a pour conséquence une « hémorragie grave dans l'encadrement et les élites universitaires ». 
La diaspora algérienne concerne également les médecins formés en Algérie. En 2013, selon le Conseil national de l’ordre des médecins, 22,2 % des médecins étrangers en France étaient diplômés d'Algérie. Selon le président du Conseil de l’ordre des médecins, entre 500  et   1 000 médecins algériens s'exileraient annuellement, notamment en France où le conseil de l'ordre des médecins français recense, en 2021, 15 000 médecins algériens. En 2024, environ 15 000 médecins formés en Algérie exerceraient en France.

## Santé
Les ressortissants algériens souhaitant se rendre en France pour des soins médicaux doivent obtenir un visa de court séjour, leur permettant de rester pour la durée des soins, sans dépasser trois mois. En 2024, 489 visas au titre des « soins médicaux » ont été délivrés, représentant seulement 0,21 % des visas de court séjour accordés aux Algériens, contre 518 en 2023 (0,28 %).
Un accord conclu en 2016 garantit la prise en charge des patients algériens par l’assurance maladie algérienne, des soins programmés dans des établissements de santé français. Pour bénéficier de soins en France, ils doivent obtenir une autorisation préalable de la CNAS, qui délivre une attestation de droits aux soins programmés. Pendant l’hospitalisation, la CPAM avance les frais pour le compte de la CNAS, qui rembourse intégralement ces dépenses chaque semestre. Pour garantir la légitimité des demandes de visa pour soins médicaux, les consulats exigent plusieurs justificatifs. 
En 2018, la dette cumulée par les ressortissants algériens, estimée à 29 millions d’euros, auprès de l'Assistance publique - Hôpitaux de Paris (AP-HP) est de loin la plus importante parmi les patients étrangers. Les patients en provenance d'Algérie sont en effet les plus nombreux à être accueillis à l'AP-HP (2 400 en 2014). L'AP-HP a été confrontée à des problèmes récurrents de recouvrement auprès de la CNAS (la Caisse nationale des assurances sociales des travailleurs salariés algérienne). Pour cette raison, un texte est voté par l'Assemblée nationale prévoyant que les patients algériens dont la prise en charge en France est déjà fixée, règlent leurs soins à l'avance.
Selon l'APS, entre 2010 et 2019, environ 93 millions d'euros ont été transférés aux hôpitaux français. De 2020 à 2024, ce chiffre s'élève à 23 millions d'euros. Il est devenu courant, dans des établissements de santé en France, d'inscrire des patients probablement non algériens sur « carnet de dette » d'Alger. Désormais, l'Algérie ne transfère plus ses ressortissants vers les hôpitaux français.

## Coopération militaire
L'Algérie s'est efforcée à plusieurs reprises de diversifier ses approvisionnements en matière militaire notamment pour éviter une dépendance totale à l’égard de son principal fournisseur, l'Union soviétique, puis la Russie.
Après la guerre des Six Jours, le refus soviétique d'entreprendre un engagement militaire concret déçoit le gouvernement algérien dont l'engagement pro-palestinien dans le conflit israélo-arabe compte parmi les plus déterminés. Il a notamment pour conséquence un renforcement de la coopération militaire entre l'Algérie et la France à partir de 1968. L'Algérie achète 28 Fouga Magister qui permettent une initiation aux avions à réaction. En 1970, la réorganisation d'une école des mécaniciens de l'Armée de l'air, où les programmes soviétiques n'avaient pas donné satisfaction, est confiée à un officier français. L'École spéciale militaire de Saint-Cyr (ESM Saint-Cyr) accueille, elle, entre 1963 et 1970, près de 300 officiers algériens destinés à remplacer les anciens cadres de l'’Armée nationale populaire (ANP) algérienne. La France prend ainsi partiellement le relais de la formation militaire soviétique.

## Missions diplomatiques résidentes
| de l'Algérie en France - Paris (ambassade) - Paris (consulat général) - Lille (consulat général) - Lyon (consulat général) - Marseille (consulat général) - Strasbourg (consulat général) - Besançon (consulat) - Bobigny (consulat) - Bordeaux (consulat) - Créteil (consulat) - Grenoble (consulat) - Metz (consulat général) - Montpellier (consulat) - Nanterre (consulat) - Nantes (consulat) - Nice (consulat) - Pontoise (consulat) - Saint-Étienne (consulat) - Toulouse (consulat) - Vitry-sur-Seine (consulat) | de la France en Algérie - Alger (ambassade) - Alger (consulat général) - Annaba (consulat général) - Oran (consulat général) |

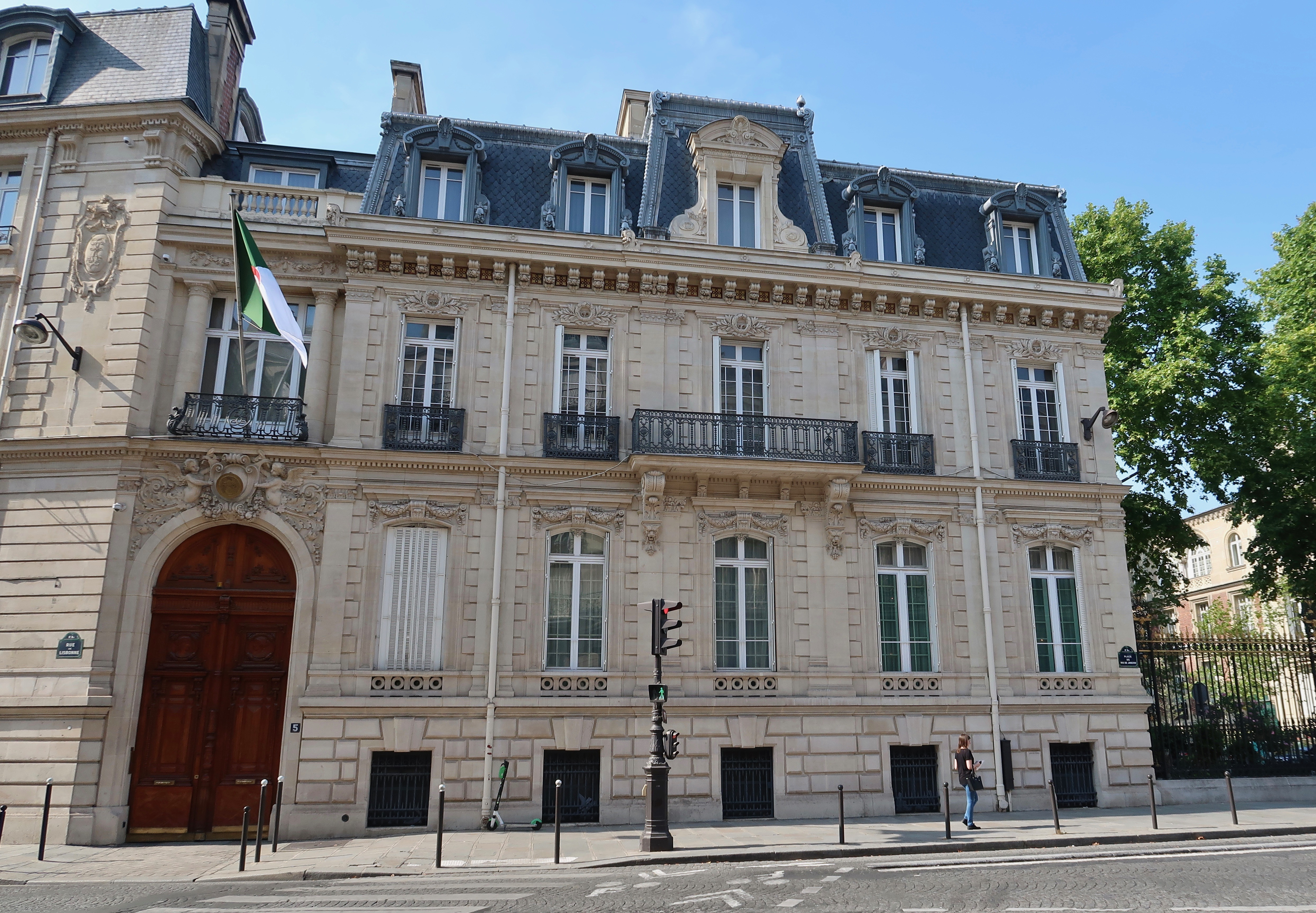
Ambassade d'Algérie en France.
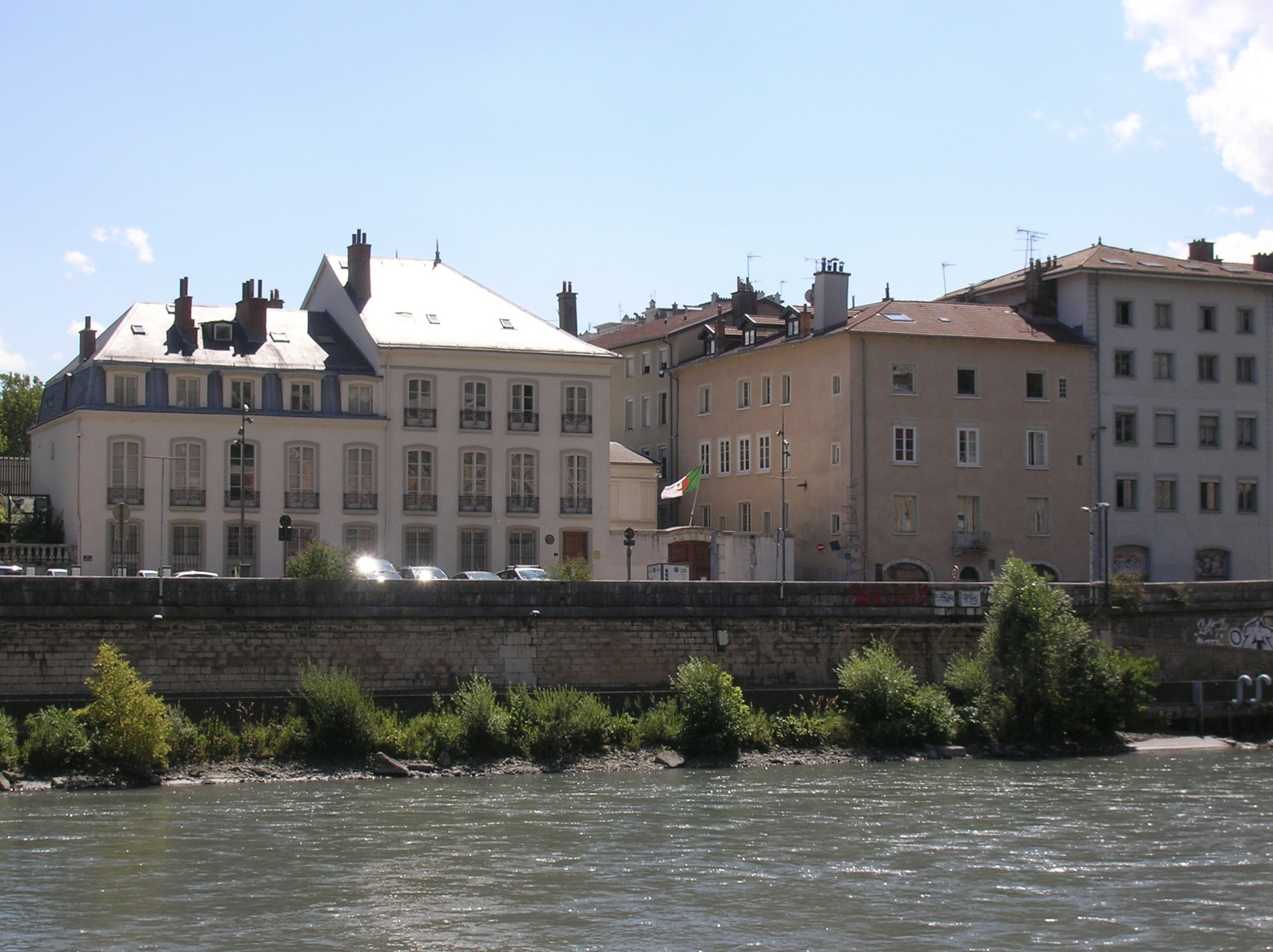
Consulat d'Algérie à Grenoble.
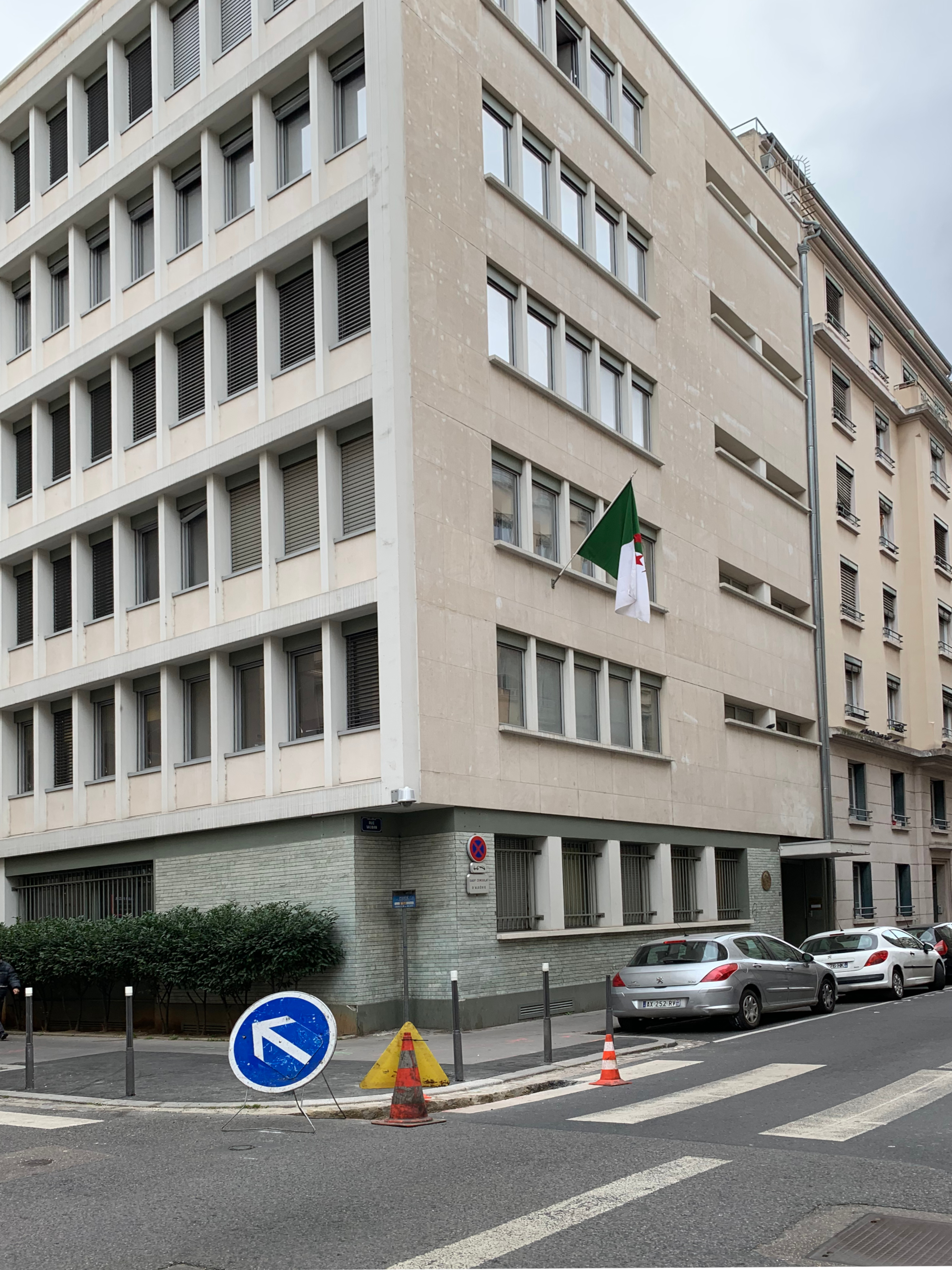
Consulat général d'Algérie à Lyon.
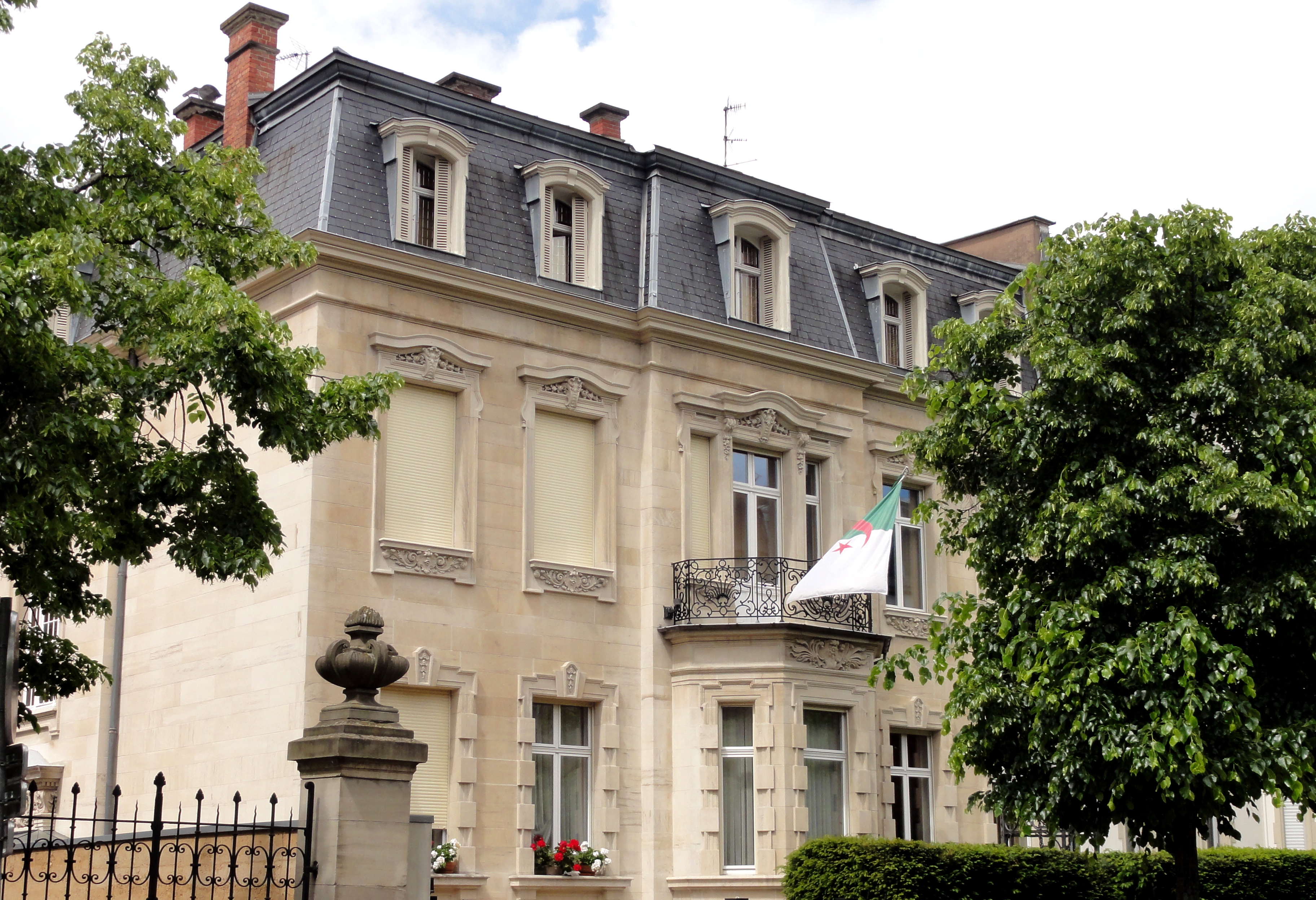
Consulat général d'Algérie à Strasbourg.
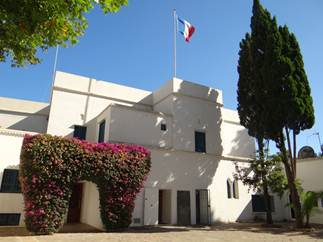
Ambassade de France en Algérie.